# Chloropsina brunnescens
Chloropsina brunnescens är en tvåvingeart som först beskrevs av Andersson 1977.  Chloropsina brunnescens ingår i släktet Chloropsina och familjen fritflugor.
Artens utbredningsområde är Sri Lanka. Inga underarter finns listade i Catalogue of Life.